# Warcraft Adventures: Lord of the Clans
Warcraft Adventures: Lord of the Clans — скасована комп'ютерна гра в жанрі графічного квесту, яку спільно розробляли американська компанія Blizzard Entertainment та Animation Magic з 1996 по 1998 рік. Дія Warcraft Adventures відбувається у вигаданому всесвіті Warcraft невдовзі після подій гри Warcraft II: Beyond the Dark Portal ; головний герой, орк, на ім'я Тралл, намагається об'єднати племена орків, які після програної війни живуть у резерваціях під владою переможців-людей. Ігровий процес Warcraft Adventures повинен був бути схожий на інші графічні квести того часу — за допомогою інтерфейсу «вкажи та клацніть» гравець міг досліджувати світ, вирішувати головоломки та взаємодіяти з іншими персонажами.

## Сюжет
Тралл (англ. Thrall — раб) син вождя клану Снігових вовків. Тралл втрачає своїх батьків у дитинстві: їх вбивають за наказом Ґул'дана — орка-чаклуна, який привів орків в Азерот.
Його знаходить у лісі людина — генерал Блекмур і вирішує взяти його до себе і виростити, щоб він став воїном і бився на арені. Тралу було всього кілька тижнів зроду, коли був відданий сім'ї помічника Блекмура, щоб та ростила його, поки він не зможе навчатися військового мистецтва.

## Персонажі
Тралл був озвучений Кленсі Брауном, Орґрім Молот Рока — Пітером Калленом, а Дрек'Тар — Тоні Джеєм. Додаткові голоси були дубльовані Біллом Роупером. Голоси інших героїв гри озвучено невідомими акторами  .

## Розробка
Ідея Warcraft Adventures виникла в 1996 році, коли Capitol Multimedia, компанія-партнер Blizzard Entertainment , запропонувала створити графічний квест по всесвіту Warcraft ; для цього було залучено студію Animation Magic  — на той час дочірню компанію Capitol Multimedia. У той час як сама головна студія Blizzard Entertainment в Ірвайні займалася питаннями геймдизайну та загального керівництва, програмна частина та графіка гри були доручені відповідно до бостонського та санкт-петербурзького підрозділів Animation Magic, а анімація заставок — південнокорейської студії Toon-Us-In [en]. Під час створення гри розробники керувалися консервативним підходом у дусі студії LucasArts та її ігор, як The Dig чи Full Throttle .
Хоча розробники спочатку планували випустити гру наприкінці 1997 року, її розробка затяглася — це було пов'язано як із недоліком досвіду розробки графічних квестів, і з організацією розробки, учасники якої перебували у різних країнах. У лютому 1998 року Blizzard, вважаючи, що гра в поточному стані не відповідає «високим стандартам якості»  , найняла геймдизайнера Стівена Мерецький [en] , доручивши йому переробити гру без істотної зміни графічної частини: до цього часу гра вже знаходилася на пізній стадії розробки, і в неї були вкладені дуже великі кошти. План, складений Мерецки, вимагав нових значних витрат, і зрештою Blizzard зовсім скасувала близький до закінчення проект після півтора року розробки.
Під час розробки гра привертала велику увагу преси та спільноти гравців, і повідомлення про відміну гри викликало негативні відгуки. Сценарій невипущеної гри був перероблений в роман " Warcraft: Король кланів " письменниці Крісті Голден [en] , опублікований в 2001 році, і послужив основою для створення ще однієї гри у всесвіті Warcraft  - Warcraft III: Reign of Chaos . Деякі елементи сюжету і персонажі, спочатку створені для Warcraft Adventures , пізніше були включені в розраховану на багато користувачів гру World of Warcraft і фільм « Варкрафт». У 2016 році, через 18 років після зупинки розробки, передрелізну версію гри було викладено на форум Scrolls of Lore  . Оглядачі високо відгукнулися про візуальну частину гри, але негативно оцінили геймплей, який застарів навіть за часів розробки гри.

## Спадщина
Після завершення розробки Warcraft Adventures компанія Blizzard Entertainment публічно пояснила, що в майбутньому перегляне всесвіт Warcraft .  У травні 1999 року компанія оголосила про незавершену угоду з неназваним видавцем про випуск трьох романів про Warcraft , а також романів StarCraft і Diablo .  Зрештою угоду було підписано з Pocket Books . На початку процесу розробки книжкової трилогії про Warcraft Білл Ропер натякнув, що історія «Пригод Warcraft » може знову з’явитися в одному з романів. Це призвело до Warcraft: Lord of the Clans у жовтні 2001 року, написаного Крісті Голденом і призначеного для створення основи для Warcraft III .  Книга вважається канонічною .  За словами Голдена, «Крісу Метцену сподобався сюжет, і він хотів побачити його наживо в певному форматі». Отримавши завдання після того, як його перший автор не зміг завершити його, Голдену дали шість тижнів для Lord of the Clans , заснованого на модифікованій версії оригінального сюжету Метцена з гри.  Вона продовжила писати кілька інших романів для Blizzard через задоволення від цього проекту, серед нихWorld of Warcraft: Arthas: Rise of the Lich King , перший бестселер компанії за версією New York Times .  Blizzard найняла її на повний робочий день у компанії в 2017 році
У серпні 1998 року Ропер підтвердив, що Blizzard планує завершити анімаційні ролики для Warcraft Adventures , оскільки вони можуть допомогти Blizzard продати кіно- та телестудії за ідею адаптації майна. Він зауважив: «Одна справа — мати купу крутих кадрів, а інша — мати п’ятнадцятихвилинний короткометражний ролик, щоб їх показати».  Хоча цей план було відкладено,  історія Warcraft Adventures продовжувала надихати більшу частину пізнішої франшизи Warcraft .  Коли гру було вперше анонсовано на початку 1997 року, виникли припущення, що Blizzard планує після неї випустити стратегію в реальному часі Warcraft III що компанія підтвердила через кілька місяців.  Від самого початку Warcraft III мав на меті ґрунтуватись на подіях Warcraft Adventures  , зрештою Warcraft III продовжив історію Тралла  дія якої розгортається після його возз’єднання з Ордою та перемоги над її полонителями.  Тралл і його батько Дуротан, також створені для Warcraft Adventures , зіграли головні ролі в багатокористувацькій онлайн-рольовій грі World of Warcraft і фільмі Warcraft 2016 року . Вес Фенлон з PC Gamer USнаписав у 2016 році: «Небагато скасованих ігор можуть стверджувати, що вони мають такий же вплив, як Lord of the Clans , і зрештою здається, що Тралл був ціннішим, ніж сама гра». 
У 2017 році Алекс Качінеро-Горман написав, що Warcraft Adventures «кожні кілька років породжують сумні ретроспективи».  PC Gamer US назвав її однією з «Найбільших ігор (ніколи не створюваних)» у 1998 році  і включив її до списку «10 скасованих комп’ютерних ігор, у які ми все ще хочемо грати» у 2011 році  Його розробка також була предметом довгої статті «PC Gaming Graveyard» від GameSpot  , першої в цій серії сайту.  Однак у відповідь на питання про відновлення гри в 2009 році Семвайз Дідьє зауважив: «DVD дійсно популярні через видалені сцени, але коли ви їх переглядаєте, ви можете зрозуміти, чому вони не були включені у фільм.[  За словами Качінеро-Гормана , скасування Warcraft Adventures часто згадують як приклад «бажання Blizzard скасувати гру, яка запізнюється на стадії розробки, щоб захистити якість свого бренду». [2]  було одним із багаторічна серія скасувань у Blizzard, включаючи Pax Imperia 2 , Shattered Nations , Crixa , Nomad і Starcraft: Ghost  , а також проект Titan , скасований у 2014 році після приблизно семи років розробки  Цю тенденцію називають ключовою . до успіху Blizzard у 2016 році, Кет Бейлі з USgamerвважав скасування Warcraft Adventures мудрим вибором для бренду Blizzard, оскільки в іншому випадку «він все ще може бути об’єктом глузувань сьогодні». 

## Висновок
У березні 2010 року на форумі ігрового порталу Absolute Games користувачем MAN-biker було викладено 20-хвилинне проходження початку гри. Автор ролика стверджував, що він мав повну працездатну beta-версію гри, хоча в ній і були відсутні деякі анімаційні ролики  . Пізніше на сервісі YouTube їм було викладено подальше проходження гри  .
У серпні 2016 на сервісі YouTube користувач «Reidorrr» виклав 18 анімаційних внутрішньоігрових роликів з цієї гри, які раніше вважалися або загубленими, або не зробленими. Трохи пізніше, 9 вересня 2016 року, «Reidor» виклав на форумі Scrolls of Lore  повну передрелізну версію гри, з внутрішньоігровими роликами та робочими документами  .